# Slow an' Easy
«Slow an' Easy» es un sencillo por la banda de hard rock Whitesnake, de su álbum Slide It In. La canción (que fue lanzada como un sencillo promocional), junto con el anterior sencillo "Love Ain't No Stranger, alcanzaron el puesto n.º 17 y n.º 34 en el Billboard Mainstream Rock Tracks, respectivamente.

## Lista de canciones
|   | Canciones                  | Escritas por                 | Duración |
| - | -------------------------- | ---------------------------- | -------- |
| 1 | Slow an' Easy (LP Version) | David Coverdale, Micky Moody | 6:08     |
| 2 | Slow an' Easy (Edit)       | David Coverdale, Micky Moody | 4:12     |

## Créditos

### Versión UK
- David Coverdale – vocales, percussion, piano
- Micky Moody – guitarras
- Mel Galley – guitarras, coros
- Colin Hodgkinson – bajo
- Jon Lord – teclados
- Cozy Powell – batería

### Versión USA
- David Coverdale – vocales, percussion, piano
- John Sykes – guitarras
- Mel Galley – guitarras, coros
- Neil Murray – bajo
- Jon Lord – teclados
- Cozy Powell – batería

- Datos: Q2276059